# Alina (Schiff)
Die Alina ist ein 2010/2011 gebautes Flusskreuzfahrtschiff im Eigentum der Schweizer Reederei Scylla, das in Charter vom deutschen Reiseveranstalter Phoenix Reisen auf Donau, Rhein, Main und Mosel eingesetzt wird. Sie ist das baugleiche Schwesterschiff der 2012 in Betrieb genommenen Amelia.

## Geschichte
Nachdem bei der Vahali-Werft in Belgrad der zweiteilige Schiffsrumpf fertiggestellt war, wurden beide Teile im Juli 2010 mittels Schubbooten zur Fertigstellung zum Stammsitz der Werft nach Gendt in den Niederlanden überführt. Der Stapellauf fand am 22. September statt. Der Innenausbau wurde anschließend von der Scheepstimmerbedrijf Da-Capo in  Hardinxveld-Giessendam ausgeführt. Am 23. Februar 2011 erfolgte der Eintrag mit der ENI-Nr. 07001934 in das Schiffsregister Basel. Die feierliche Taufe fand am 31. März 2011 in Köln statt. Taufpatin war Hildegard Gippert, die dienstälteste Mitarbeiterin von Phoenix Reisen in Bonn. Die anschließende dreitägige Jungfernfahrt führte über Rüdesheim am Rhein nach Mainz und zurück.

## Ausstattung  und Technik

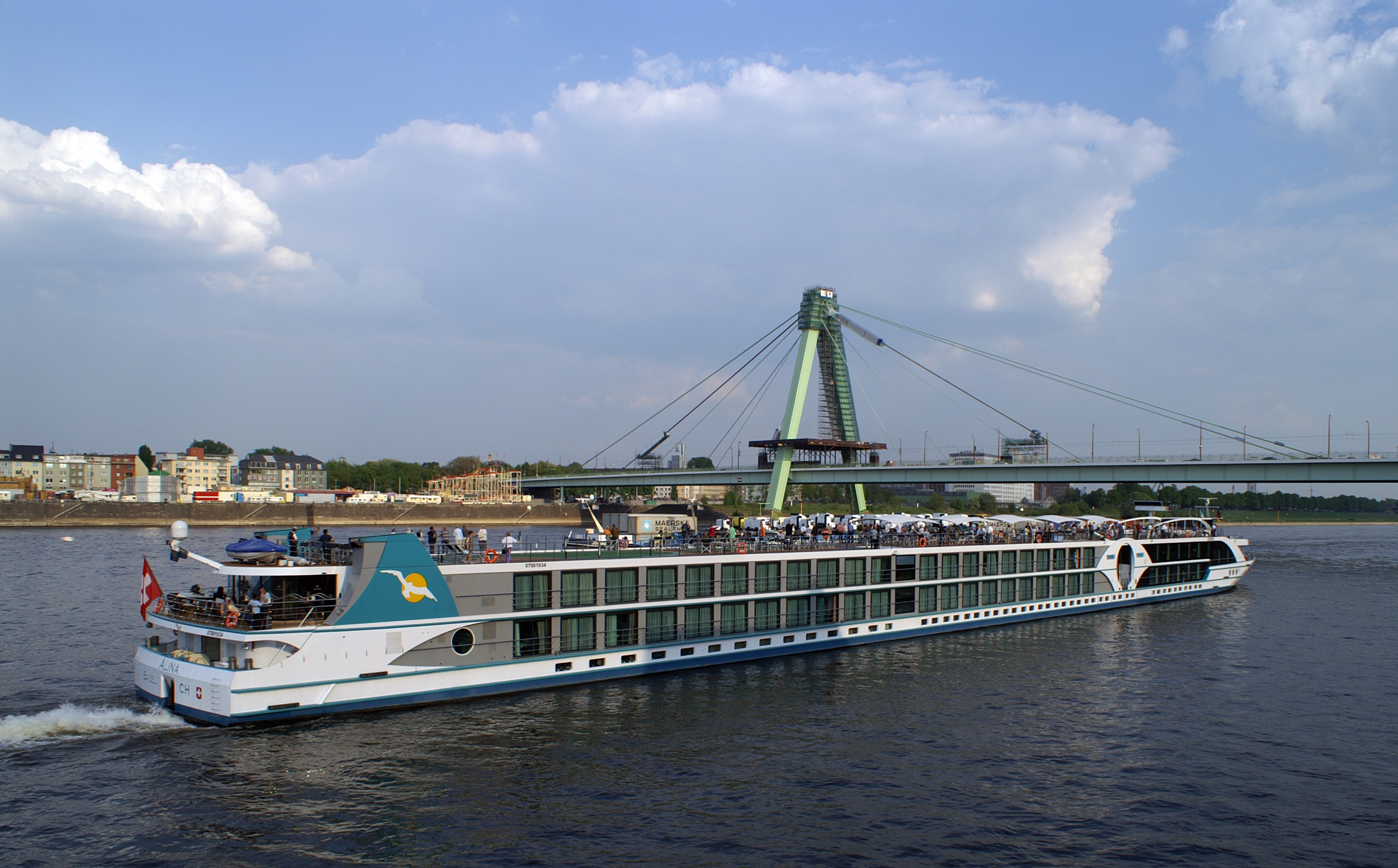
Auf Fahrt vor der Severinsbrücke in Köln

Die Alina ist ein Vierdeck-Kabinenschiff der 4-Sterne-Kategorie mit 104 Doppelkabinen, und vier Dreibettkabinen. Die Kabinen sind klimatisiert und jeweils mit Dusche, Toilette, Fernsehgerät, Telefon und Safe ausgestattet. Die Kabinen auf dem Mittel- und auf dem Oberdeck verfügen über einen französischen Balkon. Die Kabinen für die 42-köpfige Mannschaft befinden sich im hinteren Bereich des Unterdecks.
Im vorderen mittleren Bereich des Unter- und des Mitteldecks wurden zwei Restaurants eingerichtet. Die Bordküche liegt im Bugbereich des Mitteldecks. Im Oberdeck liegt bugseitig der rundum verglaste Panoramasalon mit Barbereich. Zusätzlich wurde achtern im Oberdeck die Lido-Bar mit einem überdachten Freideck eingerichtet. Der Eingangsbereich, der als Atrium angelegt wurde, erstreckt sich über die drei geschlossenen Decks. Dort befinden sich die Rezeption, der Bordshop, der Wellnessbereich und ein Aufzug, über den alle Decks zu erreichen sind. Auf dem Sonnendeck stehen den Fahrgästen neben Liegestühlen und Gartenmöbeln, ein Whirlpool, ein Putting Green und ein Shuffleboard zur Verfügung.
Sie wird von zwei Dieselmotoren Caterpillar 3508 B á 783 kW über zwei kontrarotierende Ruderpropeller von Veth vom Typ VZ-800A-CR angetrieben, zusätzlich verfügt das Schiff über eine Bugstrahlanlage vom Typ Compact-Jet CJ-1200V, die von einem 320 kW starken Elektromotor angetrieben wird. Die Stromversorgung an Bord wird durch drei Dieselgeneratoren Stamford HCM 534 E mit einer Leistung von jeweils 280 kW sichergestellt.

## Fahrtgebiete
Die Alina wird von Oktober bis Mai auf dem Rhein und von Juni bis September auf der Donau zwischen Passau und dem Donaudelta eingesetzt.